# Psamatodes cyclata
Psamatodes cyclata là một loài bướm đêm trong họ Geometridae.